# Cimitirul israelit din La Tablada
Cimitirul israelit din La Tablada este un cimitir al comunității evreiești din orașul La Tablada (în Argentina), inaugurat în anul 1936.